# الدوري التركي الممتاز
الدوري التركي الممتاز (بالتركية: Süper Lig) أو دوري ترينديول الممتاز لأسباب الرعاية (بالتركية: Trendyol Süper Lig) هو دوري لأندية كرة القدم المحترفة في تركيا، وقد تأسس 21 فبراير 1959. يعتبر كدوري الدرجة الأولى من نظام كرة القدم التركية، ويقام الدوري تحت رعاية الاتحاد التركي لكرة القدم.
في السابق تنافس 18 نادياً في الظفر بلقب الدوري، حتى موسم 2019–20، حيث تم زيادة عدد الأندية إلى 21 نادياً في موسم 2020–21 ثم إلى 19 نادياً موسم 2022–23، ويسمح للفائز بالمشاركة مباشرة في بطولة دوري أبطال أوروبا مع صاحب المركز الثاني، بينما يتأهل أصحاب المراكز الثالث والرابع والخامس للمشاركة في منافسات الدوري الأوروبي. أيضاً ينافس الفريق الفائز بالدوري على لقب كأس السوبر التركي، مع الفريق الفائز بلقب كأس تركيا. ينطلق الدوري في شهر أغسطس وينتهي في شهر مايو من كل عام، لكن في موسم 2020–21 وبسبب جائحة فيروس كورونا انطلق الدوري في شهر سبتمبر 2020. يلعب كل فريق 42 مباراة منذ موسم 2020–21، ليصبح مجموع مباريات الدوري 394 مباراة في الموسم، وتلعب معظم المباريات بين يومي الجمعة والأحد، ولكن عدد قليل من المباريات تلعب خلال أمسيات منتصف الأسبوع.
فاز باللقب 6 أندية فقط وهي؛ غلطة سراي، نادي فنربخشة، نادي بشكتاش، طرابزون سبور وبورصة سبور وإسطنبول باشاك شهير. ويمتلك نادي غلطة سراي نصيب الأكبر من الألقاب حيث فاز بلقب البطولة 25 مرة، يليه نادي نادي فنربخشة 19 مرة، ثم نادي بشكتاش 16 مرة. فقط 6 أندية استطاعت الفوز بلقب الدوري منذ نشأته في عام 1959 وهي: غلطة سراي صاحب الرقم القياسي بعدد مرات الفوز برصيد (25 بطولة)، يليه نادي فنربخشة (19 بطولة)، ثم نادي بشكتاش (16 بطولة)، ثم طرابزون سبور (7 بطولات)، ثم نادي بورصة سبور ونادي إسطنبول باشاكشهر كذلك ببطولة واحدة.
يعتبر التركي هاكان شوكور الهداف التاريخي لبطولة الدوري بعدما سجل 249 هدفاً، منها 217 هدفاً بلباس غلطة سراي. يليه مواطنه الآخر تانجو جولاك والذي سجل 240 هدافاً خلال 280 مشاركة. من جهة أخرى، يعتبر التركي الآخر أوموت بولوت أكثر اللاعبين مشاركة في منافسات الدوري بعدما شارك في 507 خلال مشواره من عام 1999 ولغاية يومنا هذا، يليه التركي الآخر أوغوز جيتين والذي شارك في 503 خلال فترة مشواره 1981–2000.
بطل موسم 2024–25 هو غلطة سراي وذلك للمرة الخامسة والعشرين في تاريخه.

## سجل الأبطال
| - 1959: فناربخشة - 1959–60: بشكتاش - 1960–61: فناربخشة - 1961–62: غلطة سراي - 1962–63: غلطة سراي - 1963–64: فناربخشة - 1964–65: فناربخشة - 1965–66: بشكتاش - 1966–67: بشكتاش - 1967–68: فناربخشة - 1968–69: غلطة سراي - 1969–70: فناربخشة - 1970–71: غلطة سراي - 1971–72: غلطة سراي - 1972–73: غلطة سراي - 1973–74: فناربخشة - 1974–75: فناربخشة - 1975–76: طرابزون سبور - 1976–77: طرابزون سبور - 1977–78: فناربخشة | - 1978–79: طرابزون سبور - 1979–80: طرابزون سبور - 1980–81: طرابزون سبور - 1981–82: بشكتاش - 1982–83: فناربخشة - 1983–84: بشكتاش - 1984–85: فناربخشة - 1985–86: بشكتاش - 1986–87: غلطة سراي - 1987–88: غلطة سراي - 1988–89: فناربخشة - 1989–90: بشكتاش - 1990–91: بشكتاش - 1991–92: بشكتاش - 1992–93: غلطة سراي - 1993–94: غلطة سراي - 1994–95: بشكتاش - 1995–96: فناربخشة - 1996–97: غلطة سراي - 1997–98: غلطة سراي | - 1998–99: غلطة سراي - 1999–2000: غلطة سراي - 2000–01: فناربخشة - 2001–02: غلطة سراي - 2002–03: بشكتاش - 2003–04: فناربخشة - 2004–05: فناربخشة - 2005–06: غلطة سراي - 2006–07: فناربخشة - 2007–08: غلطة سراي - 2008–09: بشكتاش - 2009–10: بورصة سبور - 2010–11: فناربخشة - 2011–12: غلطة سراي - 2012–13: غلطة سراي - 2013–14: فناربخشة - 2014–15: غلطة سراي - 2015–16: بشكتاش - 2016–17: بشكتاش - 2017–18: غلطة سراي | - 2018–19: غلطة سراي - 2019–20: إسطنبول باشاكشهير - 2020–21: بشكتاش - 2021–22: طرابزون سبور - 2022–23: غلطة سراي - 2023–24: غلطة سراي - 2024–25: غلطة سراي |

## الأكثر تتويجاً
| النادي             | النجوم | البطولة | الوصافة | سنوات البطولة | سنوات الوصافة |
| ------------------ | ------ | ------- | ------- | --- | --- |
| غلطة سراي          |        | 25      | 12      | 1962, 1963, 1969, 1971, 1972, 1973, 1987, 1988, 1993, 1994, 1997, 1998, 1999, 2000, 2002, 2006, 2008, 2012, 2013, 2015, 2018 , 2019, 2023, 2024, 2025 | 19571, 19581, 1959, 1961, 1966, 1975, 1979, 1986, 1991, 2001, 2003, 2014                                                                                   |
| فنربخشة            |        | 19      | 26      | 1959, 1961, 1964, 1965, 1968, 1970, 1974, 1975, 1978, 1983, 1985, 1989, 1996, 2001, 2004, 2005, 2007, 2011, 2014                                      | 1960, 1962, 1967, 1971, 1973, 1976, 1977, 1980, 1984, 1990, 1992, 1994, 1998, 2002, 2006, 2008, 2010, 2012, 2013, 2015, 2016, 2018, 2022, 2023, 2024, 2025 |
| بشكتاش             |        | 16      | 14      | 19571, 19581, 1960, 1966, 1967, 1982, 1986, 1990, 1991, 1992, 1995, 2003, 2009, 2016, 2017, 2021                                                      | 1963, 1964, 1965, 1968, 1974, 1985, 1987, 1988, 1989, 1993, 1997, 1999, 2000, 2007                                                                         |
| طرابزون سبور       |        | 7       | 9       | 1976, 1977, 1979, 1980, 1981, 1984, 2022 | 1978, 1982, 1983, 1995, 1996, 2004, 2005, 2011, 2020 |
| إسطنبول باشاك شهير | —      | 1       | 2       | 2020 | 2017 ، 2019 |
| بورصة سبور         | —      | 1       | —       | 2010 | — |
| إسكيشهرسبور        | —      | —       | 3       | | 1969, 1970, 1972 |
| أضنة سبور          | —      | —       | 1       | | 1981 |
| سيواس سبور         | —      | —       | 1       | | 2009 |

- طلب بشكتاش رسمياً باعتماد البطولتين من كأس الاتحاد التركية والتي فاز بها مواسم 1956–57 و1957–58 ضمن بطولة دوري الدرجة الأولى من دوري كرة القدم التركي والمنظمة من قبل الاتحاد التركي لكرة القدم، على الرغم من أن دوري سوبر التركي قد إنشاً في عام 1959. وقد تم الإعلان عن الحكم في هذه المسألة في بيان صحفي صدر في 25 مارس 2002، والذي أشار إلى أن بطولة فاز بها بشيكتاش في كأس الاتحاد التركية ستعتبر بطولات وطنية في كأس الاتحاد التركية، ولا يمكن اعتبارها كبطولات دوري الدرجة الأولى من دوري كرة القدم التركي (سميت فيما بعد الدوري التركي الممتاز). وقد سمح الاتحاد التركي لكرة القدم باحتساب لقب البطولتين لأغراض نظام تصنيف النجوم، والتي تعتمد على عدد بطولات الدوري التي فاز بها النادي.
- يسمح للأندية الفائزة بخمسة ألقاب دوري أو أكثر بوضع نجمة ذهبية فوق شعار النادي على قميص النادي، بحيث تدل النجمة الواحدة على الفوز بخمس بطولات وطنية. نادي غلطة سراي حصد النجمة الرابعة في موسم 2015–16 بعدما فاز ببطولة الدوري رقم 20. ويمتلك فنربخشة 3 نجوم فقط، حيث فاز باللقب 19 مرة، بينما يسمح لبشكتاش بوضع نجمتين ذهبتين بعدما فاز بلقب الدوري 13 مرة. وأخيراً، سُمح أيضاً لطرابزون سبور بوضع نجمة واحدة بعدما فاز باللقب 6 مرات.[11]

## وصلات خارجية
- الموقع الرسمي